# 福光城 (越中国)
福光城（ふくみつじょう）、または福光館（ふくみつやかた）は、富山県南砺市福光にあった平安時代末から戦国時代にかけての日本の城。「福満城」とも書く。後世城跡に造られた「福光城址栖霞園」は、南砺市指定史跡。とやま城郭カードNo.92。

## 概要
福光町の市街にあたる小矢部川沖積地に造られた平城（居館）で、平安時代末期に石黒光弘が築城したと伝わる。城は堀に囲まれ東西27間（49メートル）×南北16間（29メートル）を測り、周囲には城下町が形成されていた。以後300年に渡り越中石黒氏の拠点となった。
治承・寿永の乱において石黒光弘は木曾義仲の配下に入り、寿永2年（1183年）6月1日には加賀国篠原において平維盛率いる平家軍と戦った（篠原の戦い）。この時、越中前司盛俊の射た矢を受けて石黒光弘は落馬して川に落ちたが、「舎弟」の福満五郎が水中より救い出し、朴坂峠を越え「石黒に帰って灸治した」と『源平盛衰記』に記される。この時石黒光弘・福満五郎らが逃れ帰った地こそが福光城ではないかと推定される。
しかし、1481年（文明13年）に、石黒光義および天台宗医王山惣海寺と、浄土真宗瑞泉寺率いる越中一向一揆勢が衝突して「田屋川原の戦い」（山田川の戦い）が起こると、石黒氏配下で桑山城主だった坊坂四郎左衛門が一揆側に寝返り、福光城と惣海寺に火を放ったため、石黒光義は自刃して石黒軍も壊滅した。「田屋川原の戦い」の実在を疑う説もあるが、天文年間中に善徳寺が福光城址の一角にある知源寺に移ったとの記録があることから、戦国時代頃に福光石黒家が滅亡したことは間違いない。
これ以降、城跡は荒廃していたが、幕末の慶応年間（1865年 - 1868年）になって福光の豪商・前村礼蔵らが小矢部出身の漢学者である宮永菽園・宮永半仏の兄弟を招聘し、1869年（明治2年）に城跡の一角に郷学所「栖霞塾」を開設した。加賀藩の歴史学者である富田景周も『故墟考』において福光城に言及し、「近来その上に方人一亭を構え、栖霞園と扁す。風景佳絶なり」と評している。
現在は「福光城址栖霞園」として市の史跡になっている。